# 776

776(칠백칠십육)은 775보다 크고 777보다 작은 자연수다.

## 수학
- 합성수로, 그 약수는 1, 2, 4, 8, 97, 194, 388, 776이다. 진약수의 합은 694이므로, 776은 부족수다.
- {\displaystyle 776=10^{2}+26^{2}}
  - 서로 다른 두 자연수의 제곱합으로 나타낼 수 있는 수다.
- {\displaystyle 776=14^{2}+16^{2}+18^{2}}
  - 연속하는 세 짝수의 제곱합으로 나타낼 수 있으며, 이 성질을 지닌 앞의 수는 596, 다음 수는 980이다.
- {\displaystyle 75^{4}-1}은 776으로 나누어떨어진다.

## 과학
- NGC 776(영어판): 양자리 방향에 있는 막대나선은하.
- 776 베르베리치아(영어판): 소행성.

## 교통
- 현도 제776호선

## 군사
- 776 해군 항공대(영어판): 과거 존재한 영국의 해군 항공대.
- HML-776(영어판): 과거 존재한 미국 해병대의 헬리콥터 비행대.
- U-776(영어판, 독일어판): 제2차 세계 대전에 사용된 나치 독일의 군용 잠수함.

## 문화유산
- 대한민국의 보물 제776호: 환두대도

## 작품
- 《파이어 엠블렘 트라키아 776》: 인텔리전트 시스템즈의 전략 롤플레잉 게임. (1999년 9월 1일 출시)

## 기타
- 연도: 776년, 기원전 776년